# São Nicolau (Mesão Frio)
São Nicolau is een plaats (freguesia) in de Portugese gemeente Mesão Frio en telt 436 inwoners (2001).